# Liste des divisions françaises de la guerre d'Algérie
Pendant la guerre d'Algérie, l'Armée française envoie plusieurs divisions participer aux opérations en Algérie. D'autres opèrent dans le protectorat français au Maroc et le protectorat français de Tunisie, qui deviennent indépendants en 1956.

## Divisions en Algérie
| Nom                                                                                  | Insigne       | Date de création | Date d'arrivée en Algérie        | Date de dissolution (ou de départ)                    | Observations                                                                                            |
| ------------------------------------------------------------------------------------ | ------------- | ---------------- | -------------------------------- | ----------------------------------------------------- | --- |
| 2e division d'infanterie motorisée                                                   |               | août 1948        | juin 1955                        | (fusionne dans 2e division)                           | [ 1 ]                                                                                                   |
| 2e division                                                                          | pas d'insigne | janvier 1963     | janvier 1963 (formée en Algérie) | novembre 1963                                         | Anciennement 22e corps d'armée (corps d'armée de Constantine)                                           |
| 4e division d'infanterie motorisée                                                   |               | août 1951        | août 1955                        | (fusionne dans 4e division)                           | Mise à la disposition du commandement supérieur des troupes du Maroc d'octobre 1955 à juillet 1956      |
| 4e division                                                                          | pas d'insigne | janvier 1963     | janvier 1963 (formée en Algérie) | avril 1964                                            | Anciennement 24e corps d'armée (corps d'armée d'Oran)                                                   |
| 5e division blindée                                                                  |               | mai 1943         | mars 1956                        | mai 1962                                              | Opère sous le nom de 5e division de marche blindée, sans son groupement blindée no 4 resté en Allemagne |
| 7e division mécanique rapide puis 7e division légère blindée (à partir de mars 1960) | [ N 1 ]       | février 1955     | avril 1956                       | septembre 1961 (départ pour la métropole)             | [ 1 ]                                                                                                   |
| 9e division d'infanterie                                                             |               | mai 1956         | juin 1956                        | décembre 1962                                         | [ 1 ]                                                                                                   |
| 10e division parachutiste                                                            |               | août 1956        | août 1956 (formée en Algérie)    | avril 1961                                            | [ 1 ]                                                                                                   |
| 11e division d'infanterie                                                            |               | juin 1954        | mars 1957-juillet 1957           | avril 1961                                            | [ 2 ]                                                                                                   |
| 11e division légère d'intervention                                                   |               | mai 1961         | mai 1961 (formée en Algérie)     | été 1961 (départ pour la métropole)                   | Formée à partir des 10e et 25e DP et de la 11e DI                                                       |
| 12e division d'infanterie                                                            |               | janvier 1956     | février 1956                     | novembre 1962                                         | [ 1 ]                                                                                                   |
| 13e division d'infanterie                                                            |               | mai 1956         | juin 1956                        | septembre 1962                                        | [ 1 ]                                                                                                   |
| 14e division d'infanterie                                                            |               | juillet 1954     | mai 1955                         | décembre 1962                                         | [ 1 ]                                                                                                   |
| 19e division d'infanterie                                                            |               | novembre 1955    | décembre 1955                    | décembre 1962                                         | [ 1 ]                                                                                                   |
| 20e division d'infanterie                                                            |               | mai 1956         | juin 1956                        | décembre 1962                                         | [ 1 ]                                                                                                   |
| 20e division                                                                         | pas d'insigne | janvier 1963     | janvier 1963 (formée en Algérie) | avril 1964                                            | Anciennement 23e corps d'armée (corps d'armée d'Alger)                                                  |
| 21e division d'infanterie algérienne                                                 |               | 1949             | 1949 (formée en Algérie)         | avril 1956                                            | [ 1 ]                                                                                                   |
| 21e division d'infanterie                                                            |               | mai 1957         | mai 1957 (formée en Algérie)     | juillet 1962                                          | [ 1 ]                                                                                                   |
| Éléments de la 25e division d'infanterie aéroportée                                  |               | 1951             | novembre 1954                    | juin 1956 (passent dans la 25e division parachutiste) | [ 1 ]                                                                                                   |
| 25e division parachutiste                                                            |               | juin 1956        | juillet 1956                     | avril 1961                                            | [ 1 ]                                                                                                   |
| 26e division                                                                         | pas d'insigne | janvier 1963     | janvier 1963 (formée en Algérie) | avril 1963                                            | Anciennement commandement supérieur du Sahara                                                           |
| 27e division d'infanterie alpine                                                     |               | août 1955        | septembre 1955                   | décembre 1962                                         | [ 3 ]                                                                                                   |
| 29e division d'infanterie                                                            |               | avril 1956       | mai 1956                         | décembre 1962                                         | [ 1 ]                                                                                                   |

## Divisions en Tunisie
| Nom                       | Insigne | Date de création | Date d'arrivée | Date de départ ou de dissolution     | Observations |
| ------------------------- | ------- | ---------------- | -------------- | ------------------------------------ | ------------ |
| 11e division d'infanterie |         | juin 1954        | août 1954      | juillet 1957 (départ pour l'Algérie) | [ 2 ]        |

## Divisions au Maroc
| Nom                                 | Insigne | Date de création | Date d'arrivée                 | Date de départ ou de dissolution     | Observations                        |
| ----------------------------------- | ------- | ---------------- | ------------------------------ | ------------------------------------ | ----------------------------------- |
| Division de Casablanca              |         | -                | -                              | octobre 1956                         |                                     |
| Division de Fès                     |         | -                | -                              | octobre 1956                         |                                     |
| Division de Marrakech               |         | -                | -                              | octobre 1956                         |                                     |
| Division de Meknès                  |         | -                | -                              | octobre 1956                         |                                     |
| 4e division d'infanterie motorisée  |         | août 1951        | octobre 1955                   | juillet 1956 (départ pour l'Algérie) | [ 1 ]                               |
| 22e division d'infanterie marocaine |         | octobre 1949     | octobre 1949 (formée au Maroc) | octobre 1956                         | Anciennement division de Casablanca |
| 22e division d'infanterie           |         | octobre 1956     | octobre 1956 (formée au Maroc) | septembre 1958                       | [ 1 ]                               |
| 26e division d'infanterie           |         | octobre 1956     | octobre 1956 (formée au Maroc) | septembre 1958                       | Anciennement division de Fès        |
| 30e division d'infanterie           |         | octobre 1956     | octobre 1956 (formée au Maroc) | 1958                                 | [ 1 ]                               |

## Divisions restées en France et en Allemagne
| Nom                                              | Insigne | Date de création | Date de dissolution | Garnison               | Observations                                               |
| ------------------------------------------------ | ------- | ---------------- | ------------------- | ---------------------- | ---------------------------------------------------------- |
| 1re division blindée                             |         | mai 1943         | -                   | Trèves                 | Renommée 1re division en mars 1960                         |
| 3e division d'infanterie                         |         | 1946             | -                   | Coblence               | Renommée 3e division en mars 1960                          |
| Groupement blindé no 4 de la 5e division blindée |         | mai 1943 (5e DB) | -                   | Allemagne              | Le reste de la division opère en Algérie à partir de 1955. |
| 6e division blindée                              |         | décembre 1951    | décembre 1957       | Compiègne              | [ 5 ]                                                      |
| 8e division d'infanterie                         |         | 1950             | -                   | Versailles             |                                                            |
| 25e division d'infanterie aéroportée             |         | mars 1951        | mai 1956            | Sud-Ouest de la France | Des éléments opèrent en Algérie dès novembre 1954.         |